# Coppa del Mondo di salto con gli sci 1997
La Coppa del Mondo di salto con gli sci 1997, diciottesima edizione della manifestazione organizzata dalla Federazione Internazionale Sci, ebbe inizio il 30 novembre 1996 a Lillehammer, in Norvegia, e si concluse il 23 marzo 1997 a Planica, in Slovenia. Furono disputate 25 delle 26 gare individuali previste, tutte maschili, in 17 differenti località: 2 su trampolino normale, 19 su trampolino lungo e 4 su trampolino per il volo. Fu inserita nel calendario 1 gara a squadre, valida ai fini della classifica per nazioni.
Per la prima volta venne disputato il Nordic Tournament, un ciclo di gare individuali analogo al Torneo dei quattro trampolini ma disputato in alcune località del Nord Europa, le cui singole prove avevano regolarmente validità per le varie classifiche di Coppa. Nel corso della stagione si tennero a Trondheim i Campionati mondiali di sci nordico 1997, non validi ai fini della Coppa del Mondo, il cui calendario contemplò dunque un'interruzione tra febbraio e marzo.
Lo sloveno Primož Peterka si aggiudicò sia la coppa di cristallo, il trofeo assegnato al vincitore della classifica generale, sia il Torneo dei quattro trampolini, sia la Coppa di volo; il tedesco Dieter Thoma vinse la Coppa di salto, il giapponese Kazuyoshi Funaki il Nordic Tournament. Andreas Goldberger era il detentore uscente sia della Coppa generale, sia del Torneo.

## Risultati
| Data                          | Località               | Nazione   | Trampolino                | Spec. | Primo                                                                | Secondo                                                                        | Terzo                                                           |
| ----------------------------- | ---------------------- | --------- | ------------------------- | ----- | -------------------------------------------------------------------- | ------------------------------------------------------------------------------ | --------------------------------------------------------------- |
| 30 novembre 1996              | Lillehammer            | Norvegia  | Lysgårdsbakken K120       | LH    | Dieter Thoma                                                         | Kristian Brenden                                                               | Hiroya Saitō                                                    |
| 1º dicembre 1996              | Lillehammer            | Norvegia  | Lysgårdsbakken K120       | LH    | Kristian Brenden                                                     | Espen Bredesen                                                                 | Dieter Thoma                                                    |
| 7 dicembre 1996               | Kuusamo                | Finlandia | Rukatunturi K120          | LH    | Takanobu Okabe                                                       | Kazuyoshi Funaki                                                               | Andreas Goldberger                                              |
| 8 dicembre 1996               | Kuusamo                | Finlandia | Rukatunturi K120          | LH    | Primož Peterka                                                       | Lasse Ottesen                                                                  | Takanobu Okabe                                                  |
| 14 dicembre 1996              | Harrachov              | Rep. Ceca | Čerťák K120               | LH    | Kazuyoshi Funaki                                                     | Primož Peterka                                                                 | Takanobu Okabe                                                  |
| 15 dicembre 1996              | Harrachov              | Rep. Ceca | Čerťák K120               | LH    | Primož Peterka                                                       | Andreas Goldberger                                                             | Kristian Brenden                                                |
| Torneo dei quattro trampolini |                        |           |                           |       |                                                                      |                                                                                |                                                                 |
| 29 dicembre 1996              | Oberstdorf             | Germania  | Schattenberg K115         | LH    | Dieter Thoma                                                         | Kristian Brenden                                                               | Andreas Goldberger                                              |
| 1º gennaio 1997               | Garmisch-Partenkirchen | Germania  | Große Olympiaschanze K115 | LH    | Primož Peterka                                                       | Andreas Goldberger                                                             | Takanobu Okabe                                                  |
| 4 gennaio 1997                | Innsbruck              | Austria   | Bergisel K110             | LH    | Kazuyoshi Funaki                                                     | Primož Peterka                                                                 | Ari-Pekka Nikkola                                               |
| 6 gennaio 1997                | Bischofshofen          | Austria   | Paul Ausserleitner K120   | LH    | Dieter Thoma                                                         | Adam Małysz                                                                    | Primož Peterka                                                  |
| 11 gennaio 1997               | Engelberg              | Svizzera  | Gross-Titlis-Schanze K120 | LH    | Primož Peterka                                                       | Dieter Thoma                                                                   | Adam Małysz                                                     |
| 12 gennaio 1997               | Engelberg              | Svizzera  | Gross-Titlis-Schanze K120 | LH    | Primož Peterka                                                       | Janne Ahonen                                                                   | Jani Soininen                                                   |
| 18 gennaio 1997               | Sapporo                | Giappone  | Miyanomori K90            | NH    | Adam Małysz                                                          | Sturle Holseter Mika Laitinen                                                  |                                                                 |
| 19 gennaio 1997               | Sapporo                | Giappone  | Ōkurayama K115            | LH    | Dieter Thoma                                                         | Roar Ljøkelsøy                                                                 | Takanobu Okabe                                                  |
| 25 gennaio 1997               | Hakuba                 | Giappone  | Hakuba K90                | NH    | annullata                                                            | annullata                                                                      | annullata                                                       |
| 26 gennaio 1997               | Hakuba                 | Giappone  | Hakuba K120               | LH    | Adam Małysz                                                          | Noriaki Kasai                                                                  | Masahiko Harada                                                 |
| 1º febbraio 1997              | Willingen              | Germania  | Mühlenkopf K120           | LH    | Martin Höllwarth                                                     | Dieter Thoma                                                                   | Primož Peterka                                                  |
| 2 febbraio 1997               | Willingen              | Germania  | Mühlenkopf K120           | LH    | Hiroya Saitō                                                         | Dieter Thoma                                                                   | Roar Ljøkelsøy                                                  |
| 8 febbraio 1997               | Tauplitz               | Austria   | Kulm K180                 | FH    | Takanobu Okabe                                                       | Andreas Goldberger                                                             | Primož Peterka                                                  |
| 9 febbraio 1997               | Tauplitz               | Austria   | Kulm K180                 | FH    | Primož Peterka                                                       | Andreas Goldberger                                                             | Takanobu Okabe                                                  |
| 8 marzo 1997                  | Lahti                  | Finlandia | Salpausselkä K114         | TL    | Finlandia Janne Ahonen Mika Laitinen Ari-Pekka Nikkola Jani Soininen | Austria Andreas Widhölzl Martin Höllwarth Stefan Horngacher Andreas Goldberger | Norvegia Simen Berntsen Håvard Lie Roar Ljøkelsøy Lasse Ottesen |
| Nordic Tournament             |                        |           |                           |       |                                                                      |                                                                                |                                                                 |
| 9 marzo 1997                  | Lahti                  | Finlandia | Salpausselkä K114         | LH    | Andreas Widhölzl                                                     | Pasi Kytösaho                                                                  | Kazuyoshi Funaki Jani Soininen                                  |
| 12 marzo 1997                 | Kuopio                 | Finlandia | Puijo K95                 | NH    | Kazuyoshi Funaki                                                     | Nicolas Dessum                                                                 | Primož Peterka                                                  |
| 13 marzo 1997                 | Falun                  | Svezia    | Lugnet K115               | LH    | Primož Peterka                                                       | Dieter Thoma                                                                   | Hiroya Saitō                                                    |
| 16 marzo 1997                 | Oslo                   | Norvegia  | Holmenkollen K112         | LH    | Kazuyoshi Funaki                                                     | Hiroya Saitō                                                                   | Bruno Reuteler                                                  |
| 22 marzo 1997                 | Planica                | Slovenia  | Letalnica K185            | FH    | Takanobu Okabe                                                       | Kazuyoshi Funaki                                                               | Jani Soininen                                                   |
| 23 marzo 1997                 | Planica                | Slovenia  | Letalnica K185            | FH    | Akira Higashi                                                        | Primož Peterka                                                                 | Lasse Ottesen                                                   |

Legenda:

NH = trampolino normale

LH = trampolino lungo

FH = volo con gli sci

TL = gara a squadre

## Classifiche

### Generale
| Pos. | Nome               | Nazione   | Punti |
| ---- | ------------------ | --------- | ----- |
| 1    | Primož Peterka     | Slovenia  | 1402  |
| 2    | Dieter Thoma       | Germania  | 1208  |
| 3    | Kazuyoshi Funaki   | Giappone  | 1018  |
| 4    | Takanobu Okabe     | Giappone  | 941   |
| 5    | Hiroya Saitō       | Giappone  | 923   |
| 6    | Andreas Goldberger | Austria   | 817   |
| 7    | Kristian Brenden   | Norvegia  | 793   |
| 8    | Janne Ahonen       | Finlandia | 734   |
| 9    | Jani Soininen      | Finlandia | 657   |
| 10   | Adam Małysz        | Polonia   | 612   |

### Torneo dei quattro trampolini

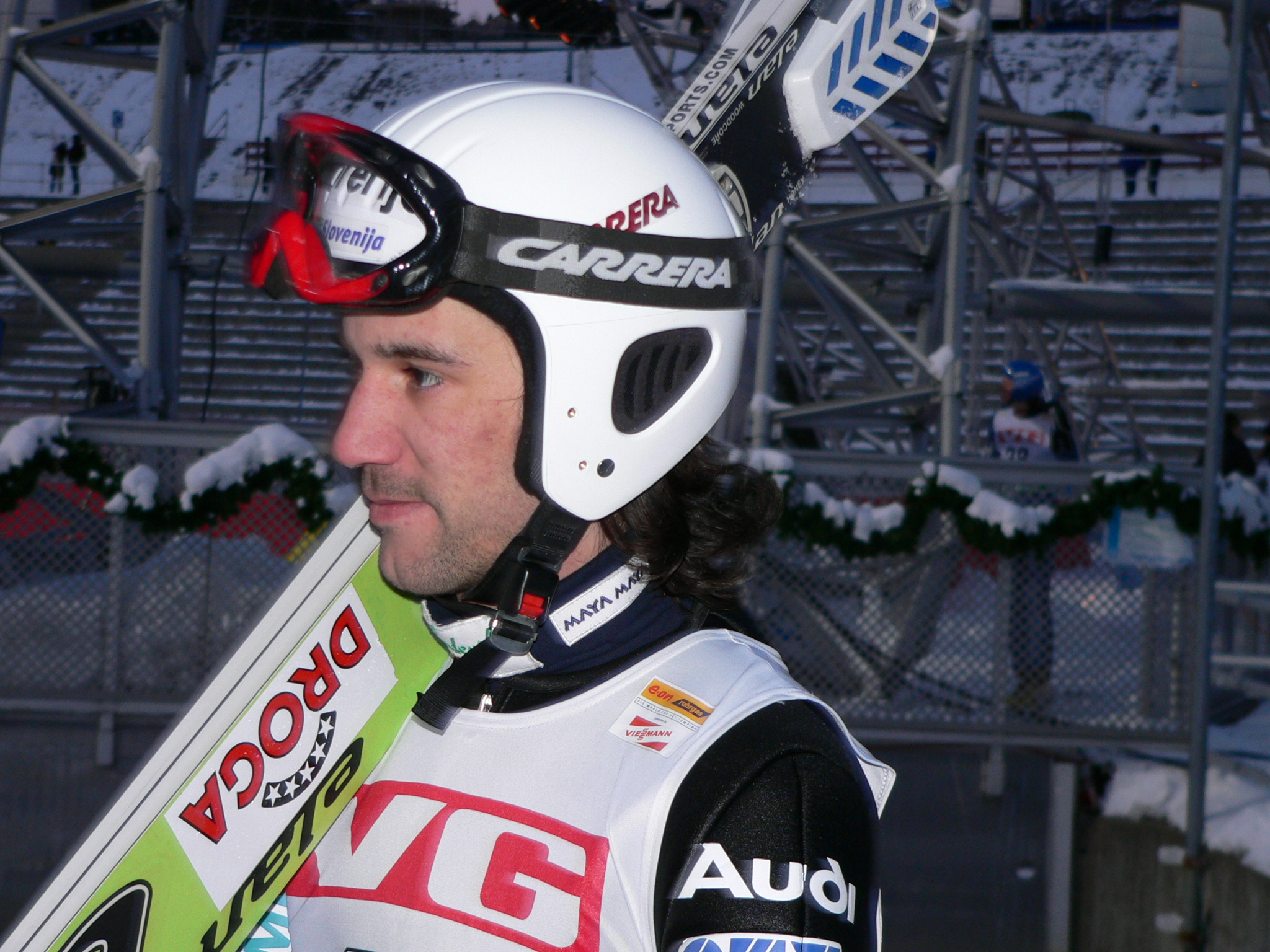
Primož Peterka

| Pos. | Nome               | Nazione  | Punti |
| ---- | ------------------ | -------- | ----- |
| 1    | Primož Peterka     | Slovenia | 972   |
| 2    | Andreas Goldberger | Austria  | 943   |
| 3    | Dieter Thoma       | Germania | 943   |
| 4    | Takanobu Okabe     | Giappone | 924   |
| 5    | Hiroya Saitō       | Giappone | 921   |

### Salto
| Pos. | Nome             | Nazione  | Punti |
| ---- | ---------------- | -------- | ----- |
| 1    | Dieter Thoma     | Germania | 1150  |
| 2    | Primož Peterka   | Slovenia | 1112  |
| 3    | Hiroya Saitō     | Giappone | 842   |
| 4    | Kazuyoshi Funaki | Giappone | 817   |
| 5    | Kristian Brenden | Norvegia | 750   |

### Volo
| Pos. | Nome               | Nazione  | Punti |
| ---- | ------------------ | -------- | ----- |
| 1    | Primož Peterka     | Slovenia | 290   |
| 2    | Takanobu Okabe     | Giappone | 260   |
| 3    | Kazuyoshi Funaki   | Giappone | 201   |
| 4    | Lasse Ottesen      | Norvegia | 163   |
| 5    | Andreas Goldberger | Austria  | 160   |

### Nordic Tournament
| Pos. | Nome             | Nazione  |
| ---- | ---------------- | -------- |
| 1    | Kazuyoshi Funaki | Giappone |
| 2    | Kristian Brenden | Norvegia |
| 3    | Andreas Widhölzl | Austria  |

### Nazioni
| Pos. | Nazione   | Punti |
| ---- | --------- | ----- |
| 1    | Giappone  | 4152  |
| 2    | Norvegia  | 3121  |
| 3    | Finlandia | 3077  |
| 4    | Austria   | 2024  |
| 5    | Germania  | 1959  |